# Nadia Akpana Assa
Nadia Akpana Assa (Oslo, 22 de diciembre de 1995) es una atleta noruega especializada en el salto de longitud. Ganó la medalla de plata en el Campeonato Mundial Junior de 2014. Sus padres llegaron a Noruega desde Togo a mediados de la década de 1980.
Sus mejores marcas personales en la prueba son 6.53 metros al aire libre (+0.4 m/s, Copenhague 2016) y 6.37 metros en pista cubierta (Bærum 2016).

## Competiciones internacionales
| Representando a Noruega | Representando a Noruega                                   | Representando a Noruega | Representando a Noruega | Representando a Noruega | Representando a Noruega |
| ----------------------- | --------------------------------------------------------- | ----------------------- | ----------------------- | ----------------------- | ----------------------- |
| 2013                    | Campeonato de Europa juvenil de atletismo 2013            | Rieti, Italia           | 19ª (q)                 | Salto de longitud       | 5.96 m                  |
| 2014                    | Campeonato Mundial Junior de Atletismo de 2014            | Eugene, Estados Unidos  | 2ª                      | Salto de longitud       | 6.31 m                  |
| 2015                    | Campeonato Europeo de Atletismo en Pista Cubierta de 2015 | Praga, República Checa  | 19ª (q)                 | Salto de longitud       | 6.08 m                  |
| 2015                    | Campeonato de Europa de Atletismo Sub-23 de 2015          | Tallin, Estonia         | 8ª                      | Salto de longitud       | 6.42 m                  |
| 2016                    | Campeonato Europeo de Atletismo de 2016                   | Ámsterdam, Países Bajos | 8ª                      | Salto de longitud       | 6.51 m                  |
| 2017                    | Campeonato Europeo de Atletismo Sub-23 de 2017            | Bydgoszcz, Polonia      | 8ª                      | Salto de longitud       | 6.29 m (w)              |